# Privatoptagelser fra Færøerne
|  | Denne artikel er oprettet af botten Steenthbot ud fra en ekstern database. Den kan derfor have sproglige fejl eller mangler. Denne skabelon kan fjernes efter kontrol af indholdet. |

Privatoptagelser fra Færøerne er en dansk dokumentarisk optagelse.

## Handling
I den farlige strøm mellem Sandø og Suderø ligger det sagnsomspundne Store Dimon. Fiskere fra mange nationer mødes i Klaksvik - Færøernes klondyke. Tórshavn med fiskeindustri, den smukke domkirke og fine huse. Færøernes smukkeste, historiske mindesmærke, domkirkeruinen i Kirkebø. Der flages med Merkið, Færøernes nationalflag og gås tur i plantagen Víðarlundin. Optagelsen er uden årstal.